# Kohai, Koau y Momo
Kohai (literalmente ¿quién? en tongano), Koau (traducido como Yo, Me, Mí) y Momo (migaja) fueron según la mitología tongana los primeros seres humanos creados en la Tierra. Provenían de los uanga (gusanos o larvas de la mosca de la fruta, que aparentemente también en Tonga se consideran una fuente de generatio spontanea ). Su condición de seres primordiales los ha elevado desde simples mortales al reino de la divinidad y ha añadido un significado místico a sus nombres. Según fuentes orales, Kohai era una mujer, Momo un hombre y el tercero fue olvidado. Otro informante vio a Kohai representando el futuro proveniante de la cabeza de un gusano, a Momo el presente y a Koau el pasado proveniente de la cola del mismo gusano. Kohai se convirtió en el primer dueño de Tonga.
Esta dinastía de los tu'i Tonga descendiente de los gusanos, no debe confundirse con la dinastía real o divina Tu'i Tonga, que comenzó con 'Aho'eitu. Existe la posibilidad de que el término uanga se refiera a la tierra ancestral del pueblo tongano, conocida como Pulotu.
Sin embargo, hoy en día todavía es costumbre que los poetas reciten o inventen dinastías para los jefes a los que quieren complacer, remontándose a Kohai, Koau y Momo.
| Predecesor: Título de nueva creación | Dueño de Tonga Ca. siglo x | Sucesor: 'Aho'eitu |